# Даг Мудрий
Даг Мудрий (Dag den Vise: 2-а половина III століття) — легендарний конунг свеїв. Більшість відомостей про нього міститься у «Сазі про Інглінгів».

## Життєпис
Походив з роду Інглінгів. Син конунга Дюггві. Більшість відомостей про Дага схожі на міфи й казки. Саги розповідають, що Даг був дуже мудрий, що розумів пташину мову. У нього був горобець, який літав у різні країни і після повернення розповідав конунгу про побачене.
Одного разу горобець прилетів у місцевість, звану Варва, що в Країні Гетів (або Готів) — Рейдготаланд, сів на поле і почав щось клювати. Бонд (селянин), помітивши це, кинув у горобця камінь і вбив його. Побачивши, що горобець довго не повертається, Даг приніс жертву богам, і ті розповіли йому про загибель горобця.
Розсердившись, конунг вирішив помститися жителям Варви. У той час гевдінга, який відпливав у набіг, називали «грам», а його воїнів «грамі». Висадившись з військом, він сплюндрував країну і, взявши багату здобич, став повертатися до кораблів. Втім, при переправі війська через річковий брід несподівано з'явився якийсь раб, що метнув вила і влучив прямо в голову Дага. Той упав з коня і відразу ж помер.
Новим конунгом свеїв став його син Агні. Втім, Книга про ісландців та історія Норвегії свідчать, що Алрік і Ерік були синами Дага, а Агні — онуком.